# Bremia legrandi
Bremia legrandi är en tvåvingeart som beskrevs av Harris 1981. Bremia legrandi ingår i släktet Bremia och familjen gallmyggor.
Artens utbredningsområde är Gabon. Inga underarter finns listade i Catalogue of Life.